# Гагма-Кариата
Гагма-Кариата (груз. გაღმა ქარიატა) — село в Грузии, на территории Хобского муниципалитета края (мхаре) Самегрело-Верхняя Сванетия.

## География
Село находится в западной части Грузии, на левом берегу реки Хоби, на расстоянии приблизительно 11 километров (по прямой) к юго-западу от города Хоби, административного центра муниципалитета. Абсолютная высота — 3 метра над уровнем моря.

## Население
По результатам официальной переписи населения 2014 года, в Гагма-Кариате проживало 476 человек (227 мужчин и 249 женщин). В национальной структуре населения грузины составляли 99,8 %, русские — 0,2 %.
| Год  | Население, человек |
| ---- | ------------------ |
| 2002 | 355                |
| 2014 | ↗ 476              |